# Locris bipunctata
Locris bipunctata är en insektsart som först beskrevs av Victor Antoine Signoret 1860.  Locris bipunctata ingår i släktet Locris och familjen spottstritar. Inga underarter finns listade i Catalogue of Life.